# Domenico Losurdo
Domenico Losurdo (Sannicandro di Bari, Puglia, 14 de novembre de 1941 - 28 de juny de 2018) fou un historiador, escriptor, professor universitari i filòsof italià, un dels principals del segle xx, proper al comunisme. Fou conegut sobretot per la seva postura crítica amb la situació sociopolítica d'Itàlia.

## Biografia
Va cursar els estudis de filosofia a Tübingen (Alemanya) i a Urbino (Itàlia), on es va doctorar amb una tesi sobre Karl Rosenkranz, dirigida per Pasquale Salvucci.
Va ser professor de Filosofia de la Història a la Universitat d'Urbino, així mateix va ser president de la Societat Internacional de Filosofia Dialèctica Hegeliana i va col·laborar habitualment en revistes especialitzades de filosofia i teoria política.
El seu principal àmbit de recerca fou la reconstrucció de la Història de la filosofia política clàssica alemanya, des d'Immanuel Kant a Karl Marx, amb especial interès en Friedrich Hegel. Aquesta reflexió el va portar a una relectura crítica de la tradició liberal de la filosofia.
També estudià en profunditat la filosofia de Friedrich Nietzsche, i escrigué una de les més profundes reflexions sobre la filosofia de Martin Heidegger en relació amb la guerra.

## Obra publicada
- Autocensura e compromesso nel pensiero politico di Kant, Napoli, Bibliopolis, 1983.
- Hegel. Questione nazionale, restaurazione. Presupposti e sviluppi di una battaglia politica, Urbino, Università degli Studi, 1983.
- Tra Hegel e Bismarck. La rivoluzione del 1848 e la crisi della cultura tedesca, Roma, Editori Riuniti, 1983. ISBN 88-359-2570-3.
- Gyorgy Lukacs nel centenario della nascita, 1885-1985, a cura di e con Pasquale Salvucci e Livio Sichirollo, Urbino, Quattro venti, 1986.
- Marx e i suoi critici, a cura di e con Gian Mario Cazzaniga e Livio Sichirollo, Urbino, Quattro venti, 1987. ISBN 88-392-0014-2.
- La catastrofe della Germania e l'immagine di Hegel, Milano, Guerini, 1987. ISBN 88-7802-014-1.
- Metamorfosi del moderno. Atti del Convegno. Cattolica, 18-20 settembre 1986, a cura di e con Gian Mario Cazzaniga e Livio Sichirollo, Urbino, Quattro venti, 1988. ISBN 88-392-0071-1.
- Hegel, Marx e la tradizione liberale. Libertà, uguaglianza, Stato, Roma, Editori Riuniti, 1988. ISBN 88-359-3143-6.
- Tramonto dell'Occidente? Atti del Convegno organizzato dall'Istituto italiano per gli studi filosofici e dalla Biblioteca comunale di Cattolica. Cattolica, 19-21 maggio 1988, a cura di e con Gian Mario Cazzaniga e Livio Sichirollo, Urbino, Quattro venti, 1989. ISBN 88-392-0128-9.
- Antropologia, prassi, emancipazione. Problemi del marxismo, a cura di e con Georges Labica e Jacques Texier, Urbino, Quattro venti, 1990. ISBN 88-392-0166-1.
- Égalité-inégalité. Atti del Convegno organizzato dall'Istituto italiano per gli studi filosofici e dalla Biblioteca comunale di Cattolica. Cattolica, 13-15 settembre 1989, a cura di e con Alberto Burgio e Jacques Texier, Urbino, Quattro venti, 1990.
- Prassi. Come orientarsi nel mondo. Atti del convegno organizzato dall'Istituto Italiano per gli Studi filosofici e dalla Biblioteca Comunale di Cattolica (Cattolica, 21-23 settembre 1989), a cura di e con Gian Mario Cazzaniga e Livio Sichirollo, Urbino, Quattro venti, 1991. ISBN 88-392-0214-5.
- La comunità, la morte, l'Occidente. Heidegger e l'ideologia della guerra, Torino, Bollati Boringhieri, 1991. ISBN 88-339-0595-0.
- Massa folla individuo. Atti del Convegno organizzato dall'Istituto italiano per gli studi filosofici e dalla Biblioteca comunale di Cattolica. Cattolica, 27-29 settembre 1990, a cura di e con Alberto Burgio e Gian Mario Cazzaniga, Urbino, Quattro venti, 1992. ISBN 88-392-0217-X.
- Hegel e la libertà dei moderni, Roma, Editori Riuniti, 1992. ISBN 88-359-3571-7; Napoli, La scuola di Pitagora, 2011.
- Rivoluzione francese e filosofia classica tedesca, a cura di, Urbino, Quattro venti, 1993. ISBN 88-392-0229-3.
- Democrazia o bonapartismo. Trionfo e decadenza del suffragio universale, Torino, Bollati Boringhieri, 1993. ISBN 88-339-0732-5.
- Marx e il bilancio storico del Novecento, Gaeta, Bibliotheca, 1993; Napoli, La scuola di Pitagora, 2009. ISBN 978-88-89579-38-1.
- Gramsci e l'Italia. Atti del Convegno internazionale di Urbino, 24-25 gennaio 1992, a cura di e con Ruggero Giacomini e Michele Martelli, Napoli, La città del sole, 1994.
- La seconda Repubblica. Liberismo, federalismo, postfascismo, Torino, Bollati Boringhieri, 1994. ISBN 88-339-0873-9.
- Autore, attore, autorità, a cura di e con Alberto Burgio, Urbino, Quattro venti, 1996. ISBN 88-392-0359-1.
- Il revisionismo storico. Problemi e miti, Roma-Bari, Laterza, 1996. ISBN 88-420-5095-4.
- Utopia e stato d'eccezione. Sull'esperienza storica del socialismo reale, Napoli, Laboratorio politico, 1996.
- Ascesa e declino delle repubbliche, a cura di e con Maurizio Viroli, Urbino, Quattro venti, 1997. ISBN 88-392-0418-0.
- Lenin e il Novecento. Atti del Convegno internazionale di Urbino, 13-14-15 gennaio 1994, a cura di e con Ruggero Giacomini, Napoli, La città del sole, 1997. ISBN 88-86521-41-3.
- Metafisica. Il mondo Nascosto, con altri, Roma-Bari, Laterza, 1997. ISBN 88-420-5146-2.
- Antonio Gramsci dal liberalismo al «Comunismo critico», Roma, Gamberetti, 1997. ISBN 88-7990-023-4.
- Dai fratelli Spaventa a Gramsci. Per una storia politico-sociale della fortuna di Hegel in Italia, Napoli, La città del sole, 1997. ISBN 88-86521-73-1.
- Hegel e la Germania. Filosofia e questione nazionale tra rivoluzione e reazione, Milano, Guerini, 1997. ISBN 88-7802-752-9.
- Nietzsche. Per una biografia politica, Roma, Manifestolibri, 1997. ISBN 88-7285-124-6.
- Il peccato originale del Novecento, Roma-Bari, Laterza, 1998. ISBN 88-420-5660-X.
- Dal Medio Oriente ai Balcani. L'alba di sangue del secolo americano, Napoli, La città del sole, 1999. ISBN 88-8292-012-7.
- Fondamentalismi. Atti del Convegno organizzato dall'Istituto italiano per gli studi filosofici e dalla Biblioteca comunale di Cattolica. Cattolica 11-12 ottobre 1996, a cura di e con Alberto Burgio, Urbino, Quattro venti, 1999. ISBN 88-392-0517-9.
- URSS: bilancio di un'esperienza. Atti del Convegno italo-russo. Urbino, 25-26-27 settembre 1997, a cura di e con Ruggero Giacomini, Urbino, Quattro venti, 1999. ISBN 88-392-0512-8.
- L'ebreo, il nero e l'indio nella storia dell'Occidente, Urbino, Quattro venti, 1999.
- Fuga dalla storia? Il movimento comunista tra autocritica e autofobia, Napoli, La città del sole, 1999. ISBN 88-8292-009-7; poi Fuga dalla storia? La rivoluzione russa e la rivoluzione cinese oggi, 2005. ISBN 88-8292-275-8.
- La sinistra, la Cina e l'imperialismo, Napoli, La città del sole, 2000. ISBN 88-8292-020-8.
- Universalismo e etnocentrismo nella storia dell'Occidente, Urbino, Quattro venti, 2000.
- La comunità, la morte, l'Occidente. Heidegger e l'«ideologia della guerra», Torino, Bollati Boringhieri, 2001. ISBN 88-339-0595-0.
- L’ipocondria dell’impolitico. La critica di Hegel ieri e oggi, Lecce, Milella Edizioni, 2001. ISBN 887048372X.
- Nietzsche, il ribelle aristocratico. Biografia intellettuale e bilancio critico, Torino, Bollati Boringhieri, 2002. ISBN 88-339-1431-3.
- Cinquant'anni di storia della repubblica popolare cinese. Un incontro di culture tra Oriente e Occidente. Atti del Convegno di Urbino, 8-9 giugno 2001, a cura di e con Stefano G. Azzara, Napoli, La città del sole, 2003. ISBN 88-8292-239-1.
- Dalla teoria della dittatura del proletariato al gulag?, in Karl Marx e Friedrich Engels, Manifesto del partito comunista, traduzione e introduzione di Domenico Losurdo, Editori Laterza, Bari, 2003.
- Controstoria del liberalismo, Roma-Bari, Laterza, 2005. ISBN 88-420-7717-8.
- La tradizione filosofica napoletana e l'Istituto italiano per gli studi filosofici, Napoli, nella sede dell'Istituto, 2006.
- Autocensura e compromesso nel pensiero politico di Kant, Napoli, Bibliopolis, 2007. ISBN 978-88-7088-516-3.
- Legittimità e critica del moderno. Sul marxismo di Antonio Gramsci, Napoli, La città del sole, 2007.
- Il linguaggio dell'Impero. Lessico dell'ideologia americana, Roma-Bari, Laterza, 2007. ISBN 978-88-420-8191-3.
- Stalin. Storia e critica di una leggenda nera, Roma, Carocci, 2008. ISBN 978-88-430-4293-7.[3]
- Paradigmi e fatti normativi. Tra etica, diritto e politica, con altri, Perugia, Morlacchi, 2008. ISBN 978-88-6074-224-7.
- La non-violenza. Una storia fuori dal mito, Roma-Bari, Laterza, 2010. ISBN 978-88-420-9246-9.
- La lotta di classe. Una storia politica e filosofica, Roma-Bari, Laterza, 2013. ISBN 978-88-581-0665-5.
- La sinistra assente. Crisi, società dello spettacolo, guerra, Carocci, 2014. ISBN 978-88-430-7354-2.
- Un mondo senza guerre. L'idea di pace dalle promesse del passato alle tragedie del presente, Carocci 2016. ISBN 978-88-430-8187-5.
- Il marxismo occidentale. Come nacque, come morì, come può rinascere, Laterza 2017. ISBN 978-88-581-2747-6.